# Camponotus hosei
Camponotus hosei är en myrart som beskrevs av Auguste-Henri Forel 1911. Camponotus hosei ingår i släktet hästmyror, och familjen myror.

## Underarter
Arten delas in i följande underarter:
- C. h. hosei
- C. h. mimus